# Cianózis
A cianózis a bőr vagy nyálkahártya kék illetve lila elszíneződése, amely a bőrfelszín közeli szövetek alacsony oxigénszintjének és magas szén-dioxid szintjének következménye. A cianózis kezdete 2,5 g/dl dezoxihemoglobin. A kékes elszíneződés magas hemoglobin szinttel rendelkezők esetén könnyebben észrevehető, mint az ischemiasok esetén. Anémia esetén nincs cianózis. Ugyanakkor a kékes színt erősen pigmentált bőrön nehezebb felfedezni. Amikor cianózis jelei először megjelennek – például az ajkakon vagy az ujjakon – 3–5 percen belül be kell avatkozni; mert a cianózist súlyos hypoxia vagy súlyos keringési elégtelenség is kiválthatja.
A cianózis elnevezés szó szerinti jelentése „a kék betegség” vagy „a kék állapot”. A név a cián szóból származik, amely pedig a görög kyanos szóból, melynek jelentése: kék.

## Differenciál diagnózis

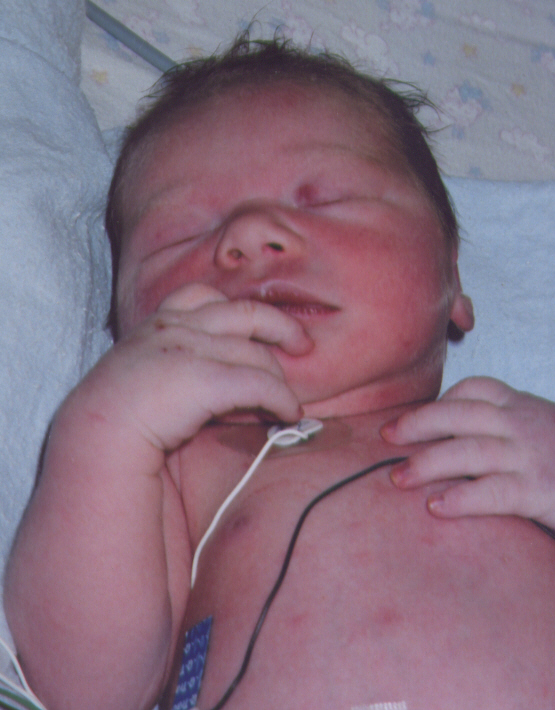
Szívbeteg kisbaba. Megfigyelhető a lila körömágy

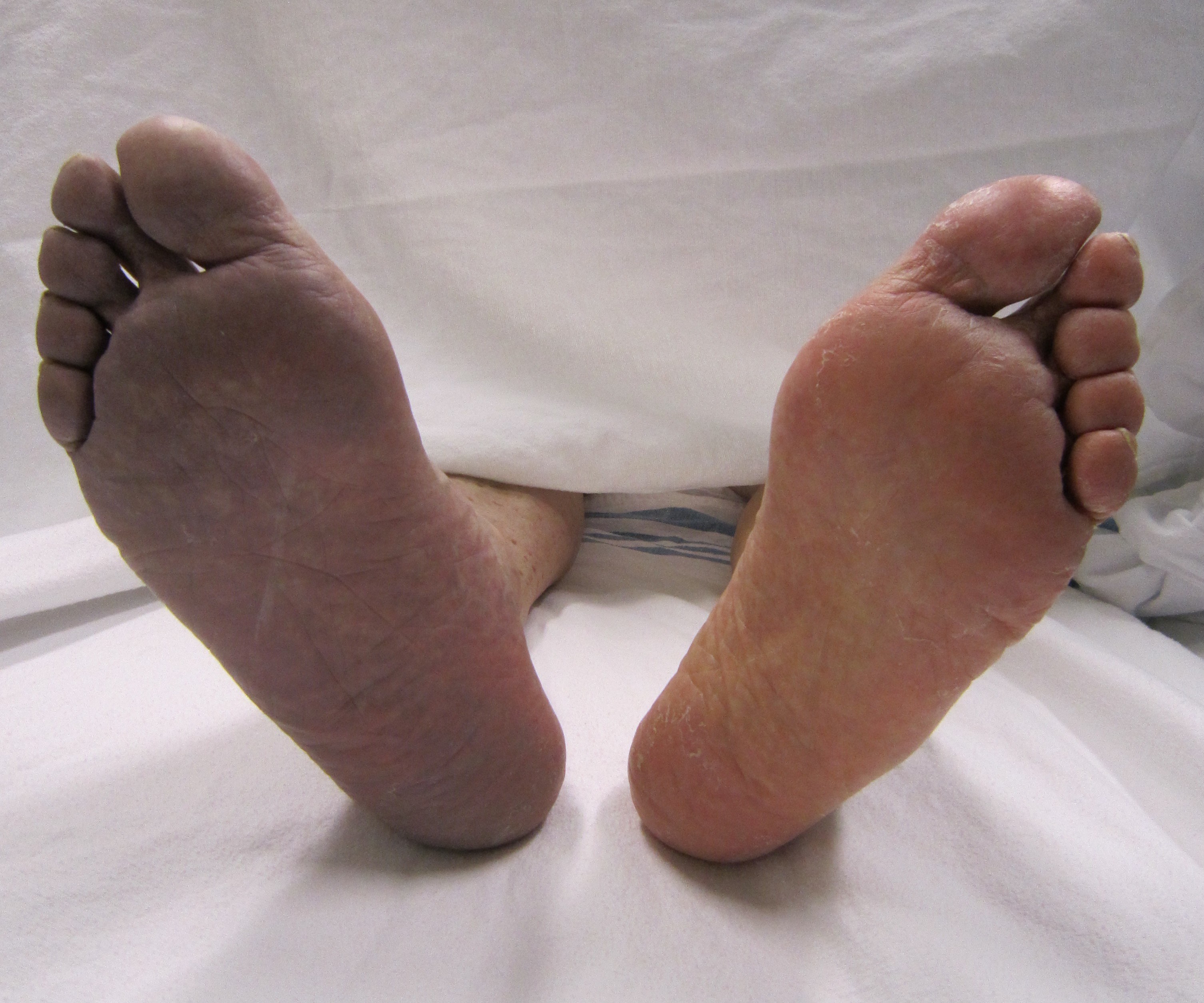
Akut artériás trombózis a jobb lábban

A cianózisnak két fő típusa létezik: a központi (törzs és az ajkak) illetve a perifériás (csak a végtagokat érinti). A cianózis előfordulhat az ujjakon, beleértve a körmök alatti területet is, illetve más végtagokon; vagy az ajkakon és a nyelven.

### Központi cianózis
A központi cianózis gyakran keringési vagy légzési zavar, azaz a tüdőben lévő vér nem megfelelő oxigénellátása miatt alakul ki. Akkor alakul ki, amikor az artériás vér oxigénszaturációja (telítettsége) 85% alatti. A cianózist sötétebb bőrű személyeknél nemigen lehet észlelni, amíg a szaturáció 75% alá nem süllyed.
Akut cianózis fuldoklás, fulladás következtében léphet fel, és az egyik legbiztosabb jele annak, hogy a légutak elzáródtak.

#### Okai
1. Központi idegrendszer:
- Koponyaűri vérzés
- Agyi anoxia
- Gyógyszer-túladagolás (pl. heroin)
- Tónusos-klónusos roham (pl. grand mal roham vagy másképpen gran mal roham)

2. Légzőrendszer:
- Hörgőcskegyulladás (bronchiolitis)
- Hörgőgörcs (pl. asztma)
- Légúti megbetegedés (lung disease)
- Pulmonális hipertenzió
- Tüdőembólia
- Hipoventiláció
- COPD (emphysema és krónikus bronchitis)
- Légúti óriássejtes vírus

3. Szívbetegségek: 
- Veleszületett szívbetegség (pl. Fallot-tetralógia, jobb-bal shunt a szívben vagy a nagyerekben)
- Szívelégtelenség
- Szívbillentyű betegség
- Szívinfarktus

4. Vér:
- Methemoglobinemia
- Policitémia

5. Egyéb:
- Nagy magasság
- Hipotermia
- Veleszületett cianózis (HbM Boston), amely az α-codon mutációjának eredménye, és a primer szekvencia változásában jelenik meg: H → Y. Tirozin stabilizálja a Fe(III) alakot (oxyhaemoglobin) ezzel a Hb permanens (állandó) T-állapotát hozva létre.
- Obstruktív alvási apnoe

### Perifériás cianózis
A perifériás cianózis a kéz illetve a végtagok elkékülése, a nem megfelelő vérkeringés eredménye. A végtagokat elérő vér nem oxigén-gazdag, a bőrön át nézve kék színűnek látszódik; amelyhez több tényező vezethet. A központi cianózist kiváltó bármely ok előidézheti a perifériás cianózis tüneteit, azonban a perifériás cianózis anélkül is előfordulhat, hogy a beteg bármilyen szív- vagy tüdőbetegségben szenvedne. A kis véredények beszűkültek lehetnek; amelyet a vér rendes oxigénellátásának növelésével kezelni lehet.

#### Okai
- A központi cianózis bármely kiváltó oka
- Artériás elzáródás
- Hidegnek való kitettség (érszűkület miatt)
- Raynaud-jelenség (érszűkület miatt)
- Csökkent szívteljesítmény (pl. szívelégtelenség, hipovolémia)
- Érszűkület
- Vénás elzáródás (pl. mélyvénás trombózis)

### Differenciálcianózis
A differenciálcianózis az alsó végtagok kékes elszíneződése – kivéve felső végtagokat és a fejet. Ez a nyitott duktusz arteriózusos beteg (patent ductus arteriosus) esetében látható. Olyan betegeknél, akiknél a nagy duktusz progresszív pulmonális érbetegséggé fejlődik, valamint a jobb szívkamrában túlnyomás következik be. Amint a pulmonális nyomás meghaladja aorta nyomást, a shunt megfordulása (jobb-bal shunt) következik be. A felső végtagok rózsaszínűek maradnak.

## Fordítás
- Ez a szócikk részben vagy egészben  a   Cyanosis című angol Wikipédia-szócikk fordításán alapul.  Az eredeti cikk szerkesztőit annak laptörténete sorolja fel. Ez a jelzés csupán a megfogalmazás eredetét és a szerzői jogokat jelzi, nem szolgál a cikkben szereplő információk forrásmegjelöléseként.